# Distrikt Nicasio
Der Distrikt Nicasio liegt in der Provinz Lampa in der Region Puno im Süden Perus. Der Distrikt wurde am 2. Mai 1854 gegründet. Er besitzt eine Fläche von 133 km². Beim Zensus 2017 wurden 2473 Einwohner gezählt. Im Jahr 1993 lag die Einwohnerzahl bei 2683, im Jahr 2007 bei 2756. Sitz der Distriktverwaltung ist die 3850 m hoch gelegene Ortschaft Nicasio mit 359 Einwohnern (Stand 2017). Nicasio befindet sich 18 km nordöstlich der Provinzhauptstadt Lampa.

## Geographische Lage
Der Distrikt Nicasio liegt im Andenhochland im Osten der Provinz Lampa. Der Osten und Nordosten des Distrikts liegen in der ariden wüstenhaften Ebene nordwestlich des Titicacasees. Der Río Pucará durchquert den äußersten Westen des Distrikts in südöstlicher Richtung. Östlich des Flusslaufs erheben sich zwei bis zu 4322 m hohe Berge – Pukarani und Lulicunca. Westlich des Flusslaufs verläuft die Distriktgrenze über einen Gebirgskamm mit den Bergen Suapuro und Titili.
Der Distrikt Nicasio grenzt im Westen an den Distrikt Lampa, im Norden und im Osten an die Distrikte Santiago de Pupuja und Achaya (beide in der Provinz Azángaro) sowie im Süden an den Distrikt Calapuja.

## Ortschaften
Im Distrikt gibt es neben dem Hauptort folgende größere Ortschaften:
- Balsapata
- Chullumpi Charamicaya
- Jupari
- Kaquingora
- Larkas (271 Einwohner)
- Laro